# Leonardo Rodríguez
Pour les articles ayant des titres homophones, voir Leonardo Rodrigues et Rodrigues (homonymie).
Leonardo Rodriguez est un footballeur argentin né le 27 août 1966 à Lanús (Argentine). Son poste de prédilection était attaquant (1,80 m pour 74 kg).

## Biographie
En 1990/91, il dispute 27 matchs et inscrit 12 buts en Division 1 sous les couleurs du Sporting Club de Toulon et du Var alors qu'il est prêté par l'Olympique de Marseille.
International argentin (28 sélections, 2 buts), il participe à la Coupe du monde 1994 avec l'Argentine.

## Carrière
- 1984-1988 : CA Lanús  Argentine
- 1988-1989 : CA Vélez Sársfield  Argentine
- 1989-1990 : Argentinos Juniors  Argentine
- 1990-1991 : San Lorenzo  Argentine
- 1991 : Olympique de Marseille  France
- → sept. 1991-1992 : Sporting Toulon Var  France (prêt)
- 1992-1993 : Atalanta Bergame  Italie
- 1993-1994 : Atalanta Bergame  Italie; puis Borussia Dortmund  Allemagne
- 1994-1995 : Universidad de Chile  Chili ; puis Atalanta Bergame  Italie
- 1995-1996 : Universidad de Chile  Chili
- 1996-1998 : Club América  Mexique
- 1998-2000 : Universidad de Chile  Chili
- 2000-2001 : San Lorenzo  Argentine[1],[2]

## Palmarès

### Avec l'Argentine
- 28 sélections et 2 buts en équipe d'Argentine entre 1991 et 1994
- Vainqueur de la Copa América 1991 et de la Copa América 1993

### Avec l'Universidad de Chile
- Champion du Chili en 1995, 1999 et 2000
- Vainqueur de la Coupe du Chili en 1998 et 2000

### Avec le San Lorenzo
- Vainqueur du Tournoi de clôture en 2001
- Vainqueur de la Copa Mercosur en 2001